# Cain Fara
Cain Jair Fara (Rosario, 6 marzo 1994) è un calciatore argentino, difensore dell'Atlanta.

## Caratteristiche tecniche
È un difensore centrale.

## Carriera
È cresciuto nel settore giovanile del Rosario Central.
Ha esordito in Primera División il 26 novembre 2019 disputando con l'Aldosivi l'incontro perso 5-1 contro il Rosario Central.